# Redneck

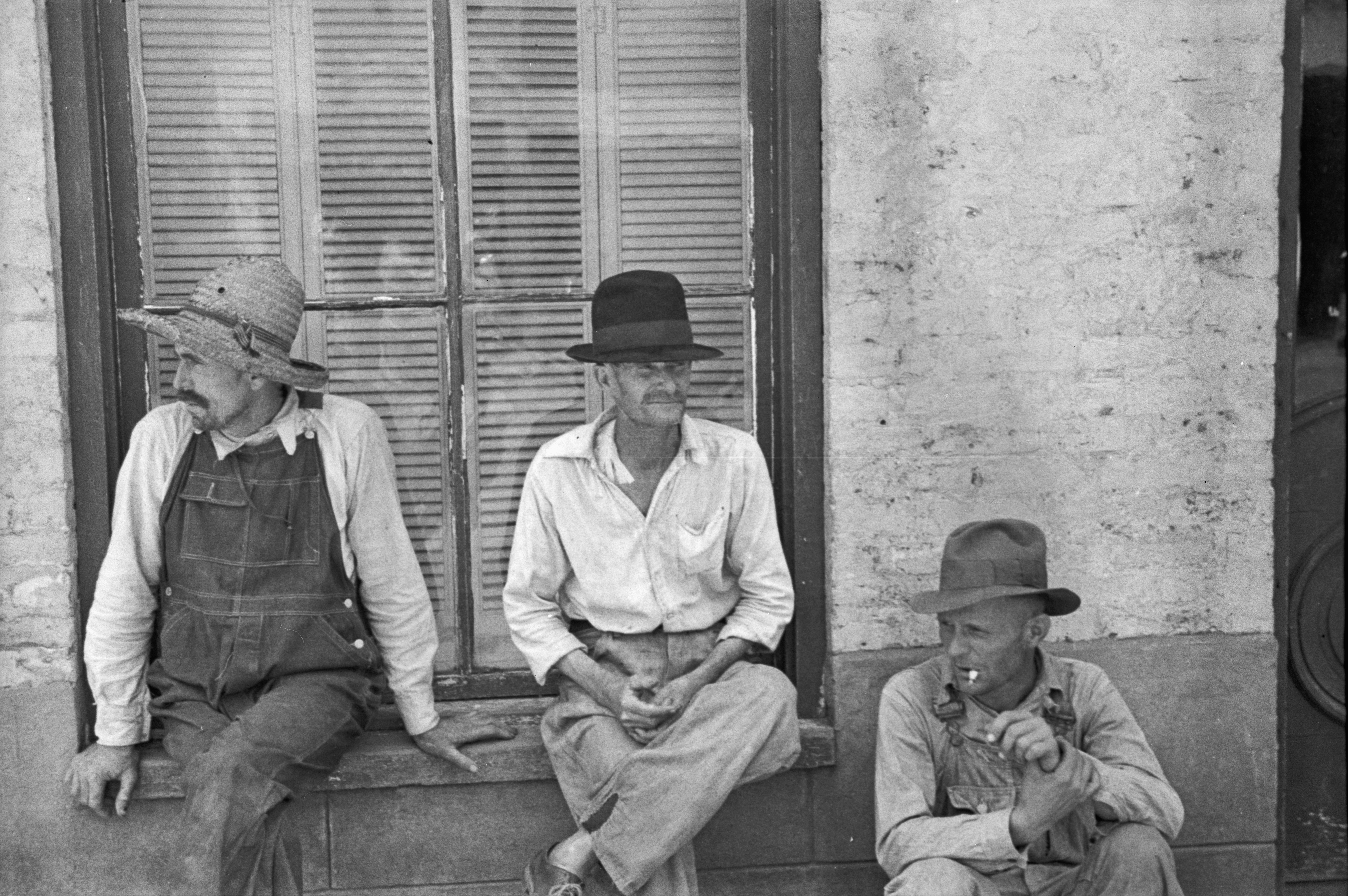
Brancos pobres do Alabama, na década de 1930.

Redneck é o termo utilizado nos Estados Unidos da América e Canadá para nomear o estereótipo de um homem branco  que mora no interior daquele país, que tem uma baixa renda e é de origem rural e conservadora. Sua origem deve-se ao fato de que pelo trabalho constante dos trabalhadores rurais em exposição ao sol acabam ficando com seus pescoços avermelhados (do inglês red neck, "pescoço vermelho"). É usualmente utilizado nos dias atuais para rotular de maneira política os brancos sulistas conservadores republicanos: "O redneck foi estereotipado na mídia e na cultura popular como um homem branco do sul, racista, machista e sem instrução.
Embora o uso do termo seja considerado preconceituoso e dependendo do contexto, pode ser interpretado como um tipo de discriminação contra as pessoas das zonas rurais, mesmo tempo, alguns sulistas brancos são adeptos à palavra, se autoidentificando por meio dela e usando-a com orgulho.